# Bernd Oei
Bernd Oei (* 1966 in Coburg, Oberfranken, verheiratet als Bernd Helmert) ist ein deutscher Philosoph und Autor. 

## Leben
Er studierte an der Universität Bremen und in Bordeaux. Seinen Magisterabschluss erwarb er in den Fächern Philosophie, Geschichte und Romanistik. Seine Arbeitsschwerpunkte sind Friedrich Nietzsche, Rainer Maria Rilke und Friedrich Hölderlin sowie die Epoche des Vormärz. Er war Gastdozent für Philosophie und Literaturwissenschaft an der Philipps-Universität Marburg. Von 1999 bis 2017 betrieb er einen Philosophie-Salon in Bremen, wo er selbst Vorträge und Gesprächsrunden veranstaltete. Er betätigte sich außerdem als Reise- und Stadtführer.

## Veröffentlichungen (Auswahl)
- Nietzsche unter französischen Philosophen, Deutscher Wissenschaftsverlag, Baden-Baden 2008
- Rilke und die Magie des Ortes – von der Inspiration der Reisen in seiner Lyrik, Lit Edition, Münster 2010
- Baudelaire und die Moderne: „Meine Blumen sind nichts als bittere Tränen“. Tectum Wissenschaftsverlag, 2020, ISBN 978-3-8288-7435-0.
- Vormärz: Heine, Hebbel, Büchner, Grabbe, Verlag Dr. Kovač, Hamburg 2020